# Kurilpa Bridge
Le pont Kurilpa, également appelé pont de Tank Street, est une passerelle piétonne et cyclable qui traverse le fleuve Brisbane à Brisbane dans le Queensland australien. Le pont relie Kurilpa Point au sud de Brisbane à la rue Tank du quartier d'affaires de la ville. En 2011,  le pont a été nommé le bâtiment de l’an à la fête de l’architecture du monde(World Architecture Festival).
Le pont Kurilpa est l'ouvrage en tenségrité le plus large.

## Galerie

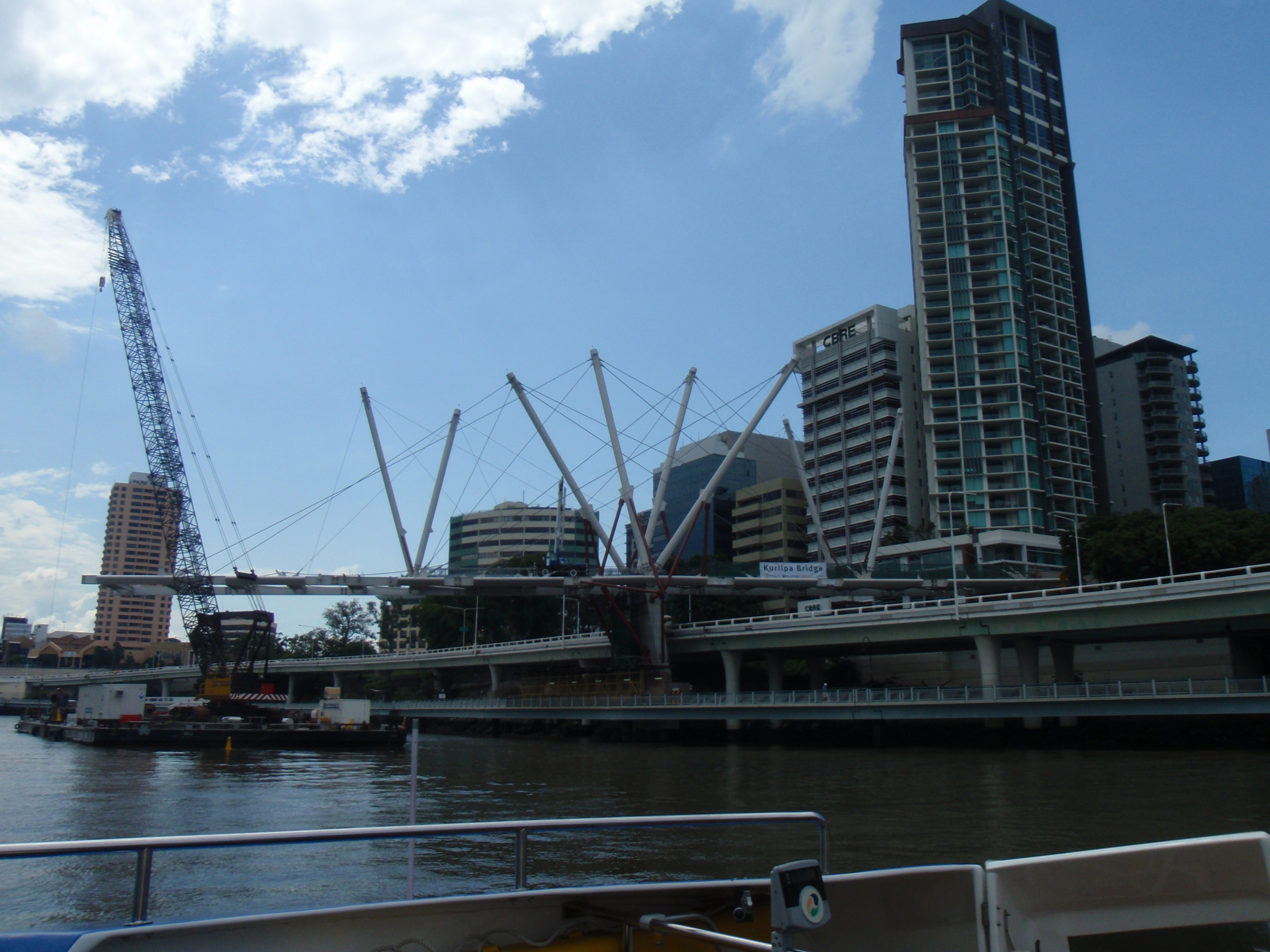
Kurilpa Bridge Construction 25 February 2009
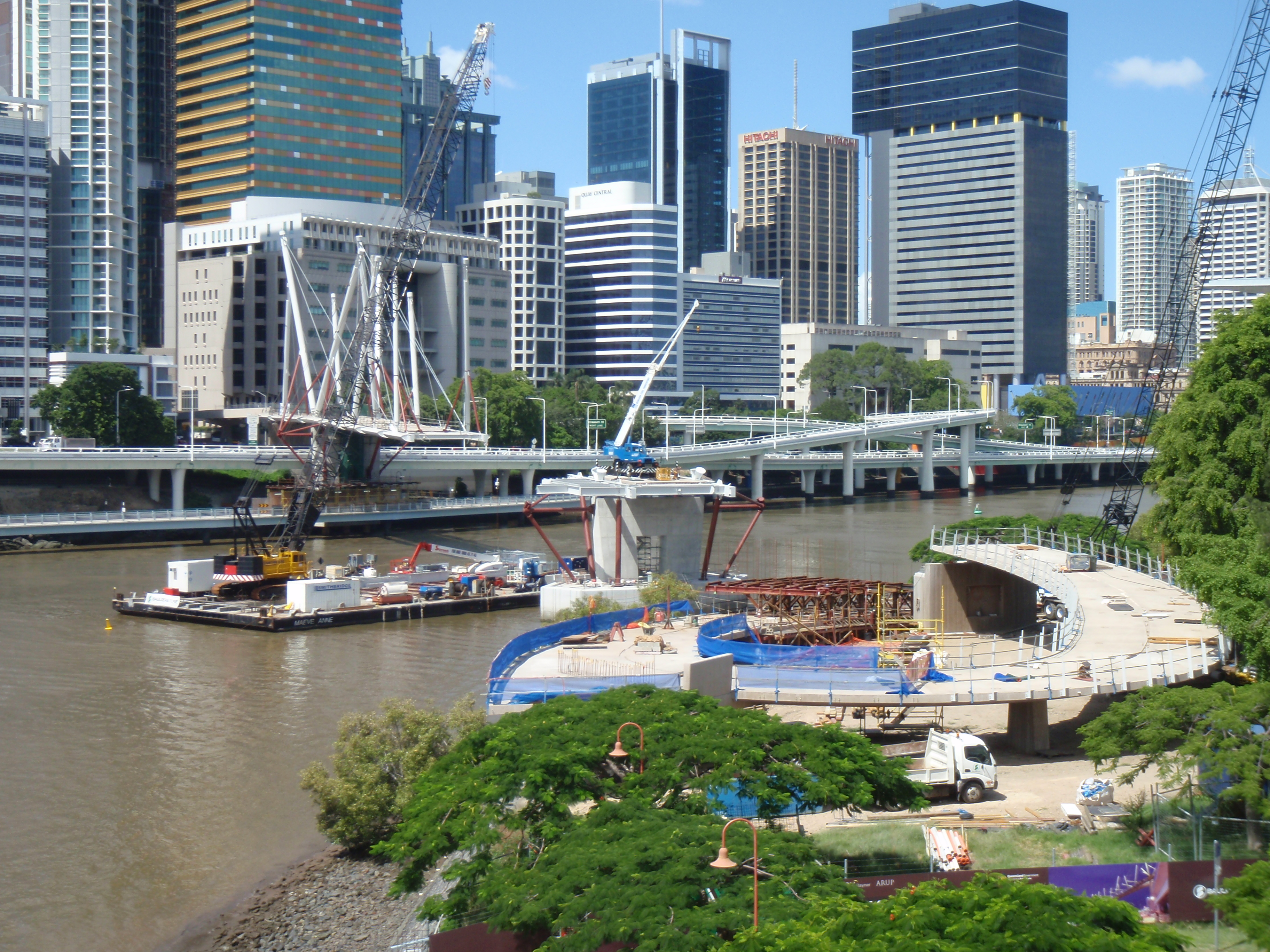
Kurilpa Bridge Construction 8 March 2009
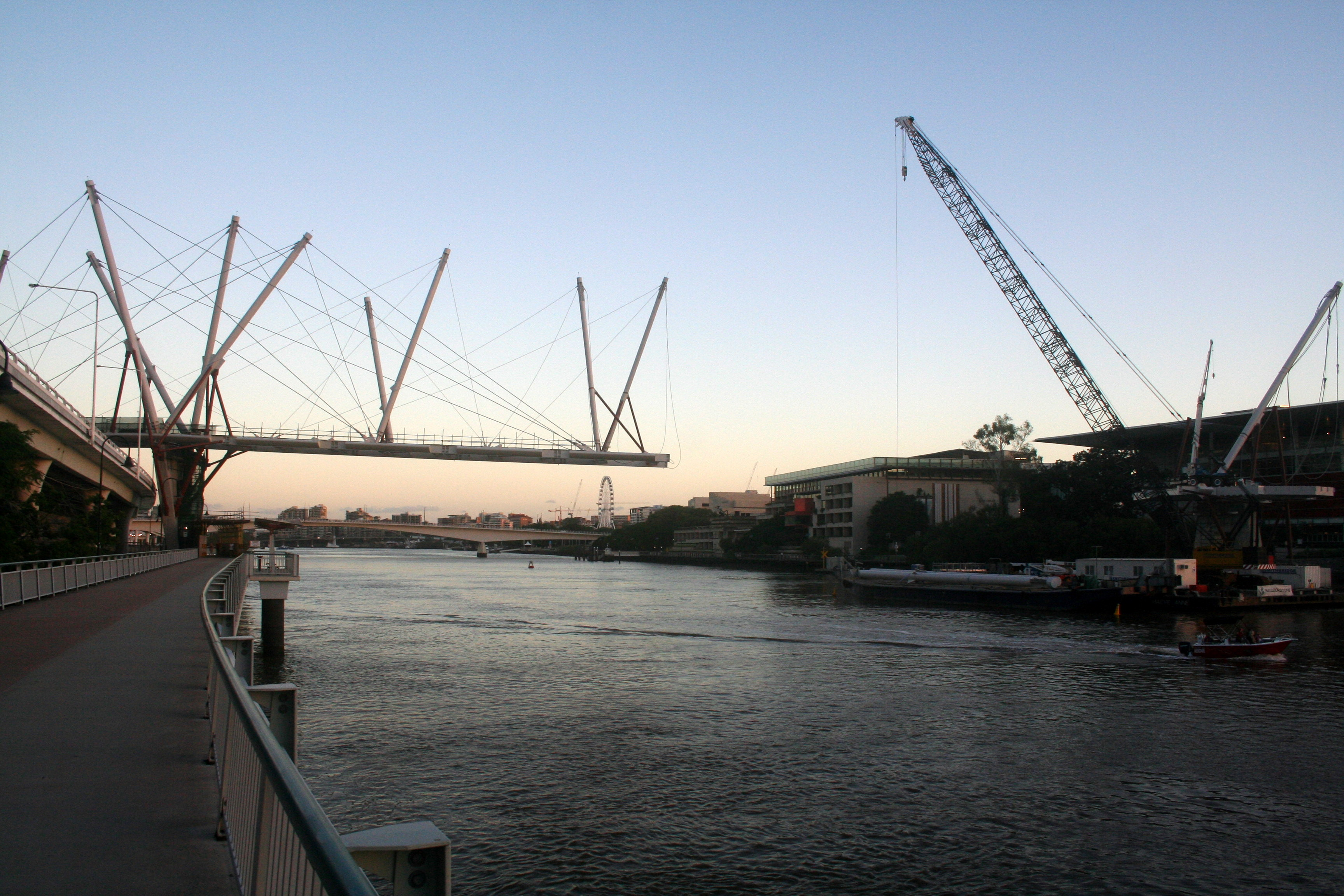
Kurilpa Bridge Construction 16 March 2009
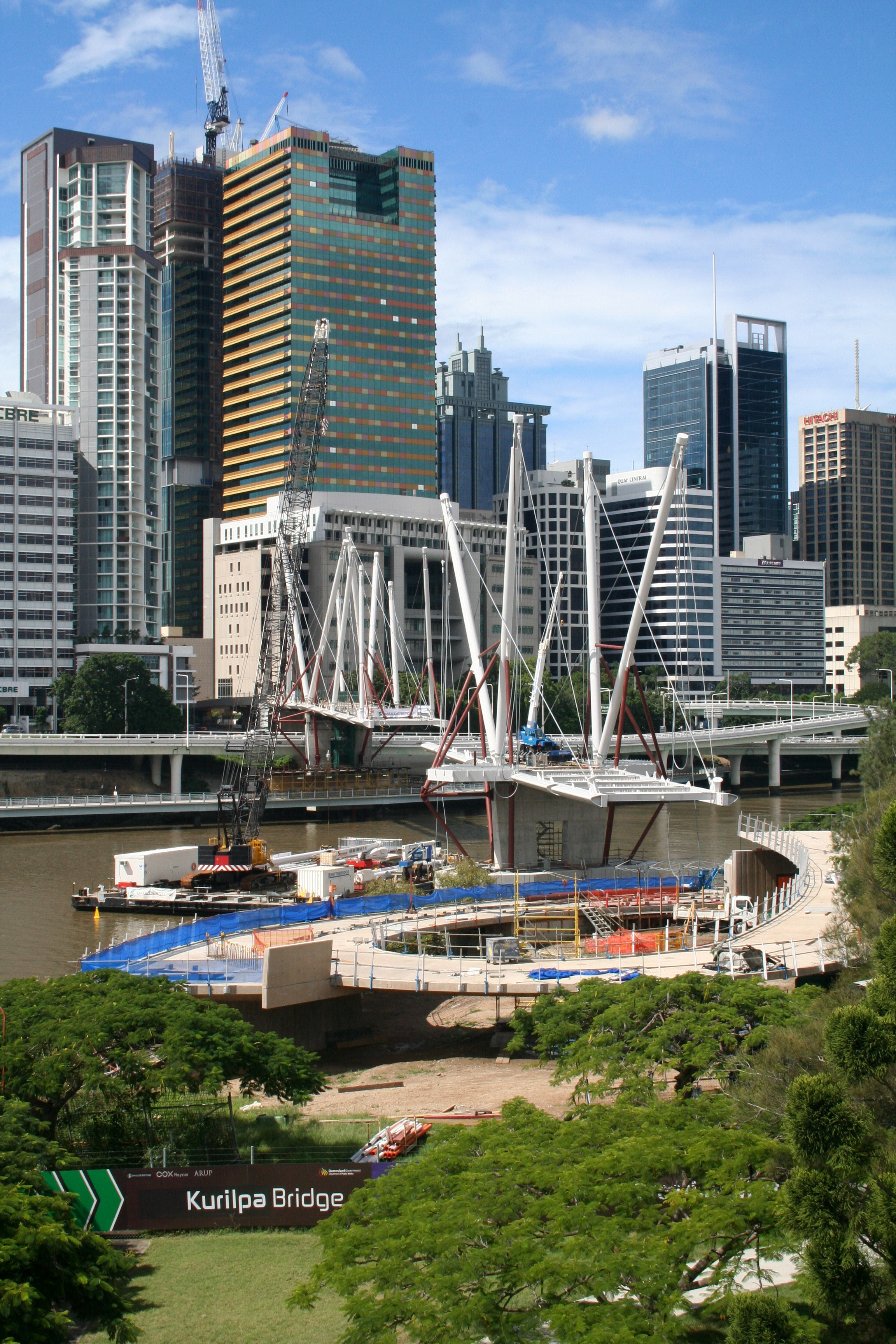
Kurilpa Bridge Construction 4 April 2009
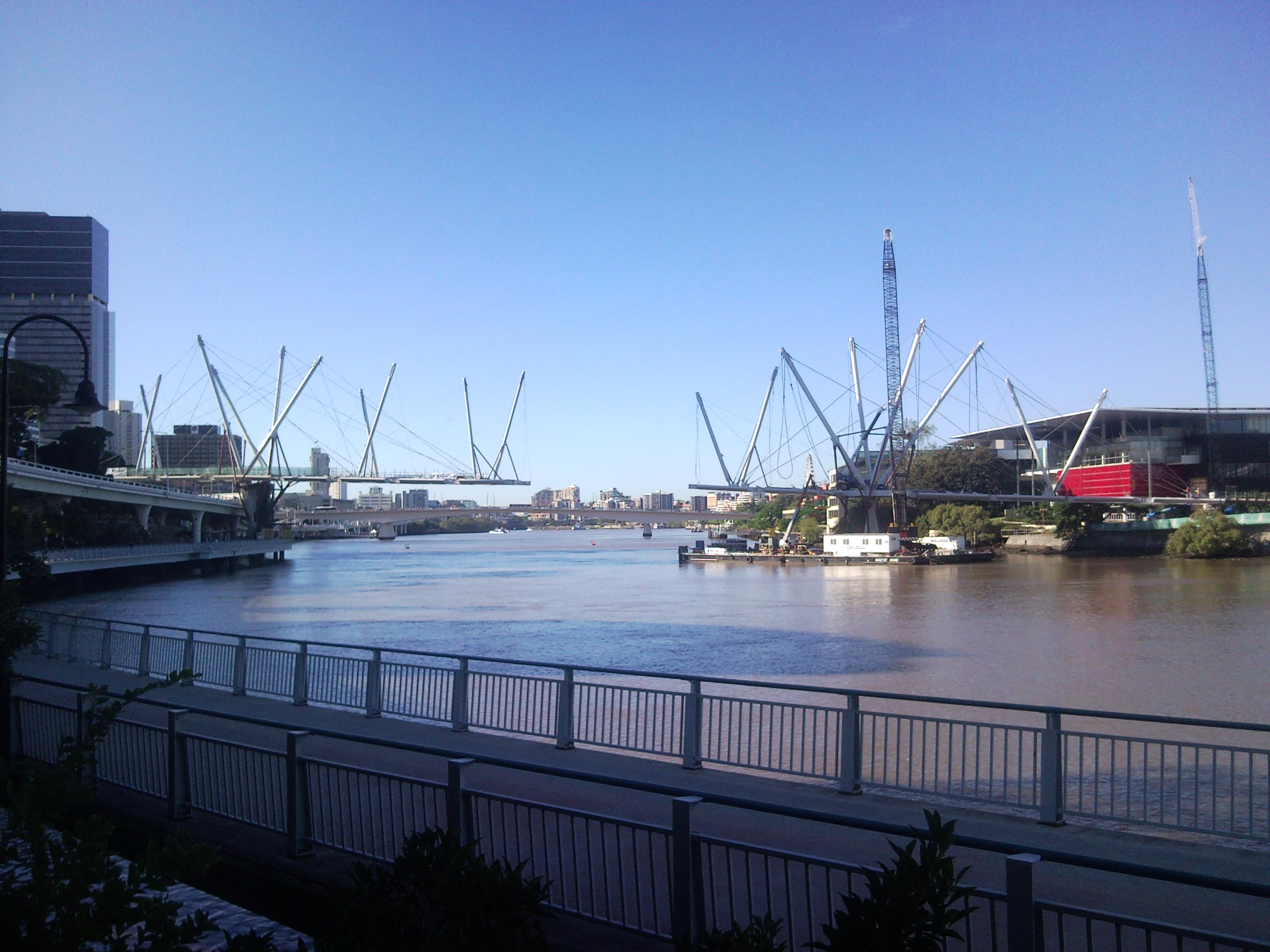
Kurilpa Bridge Construction 16 April 2009
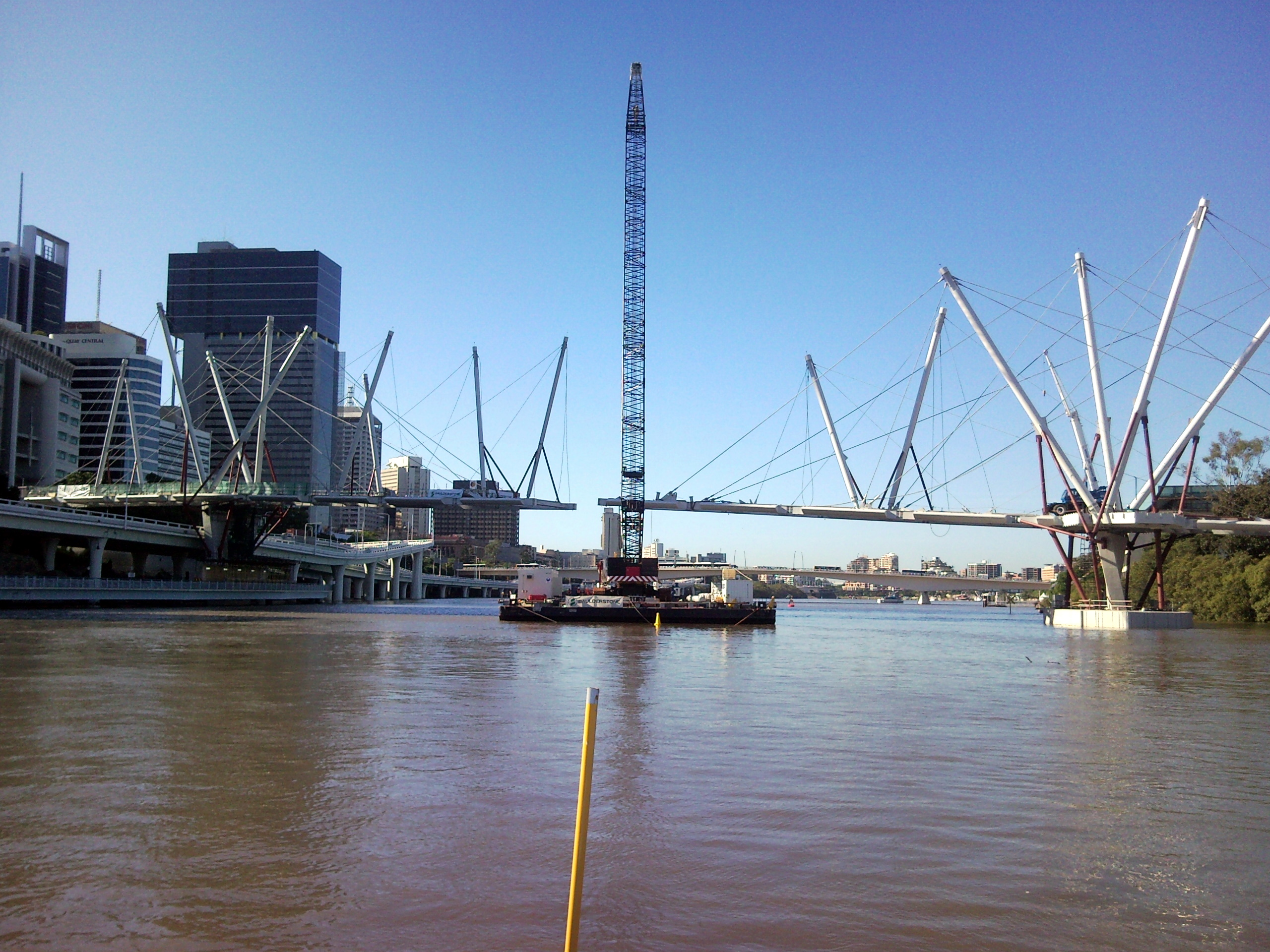
Kurilpa Bridge Construction 24 April 2009
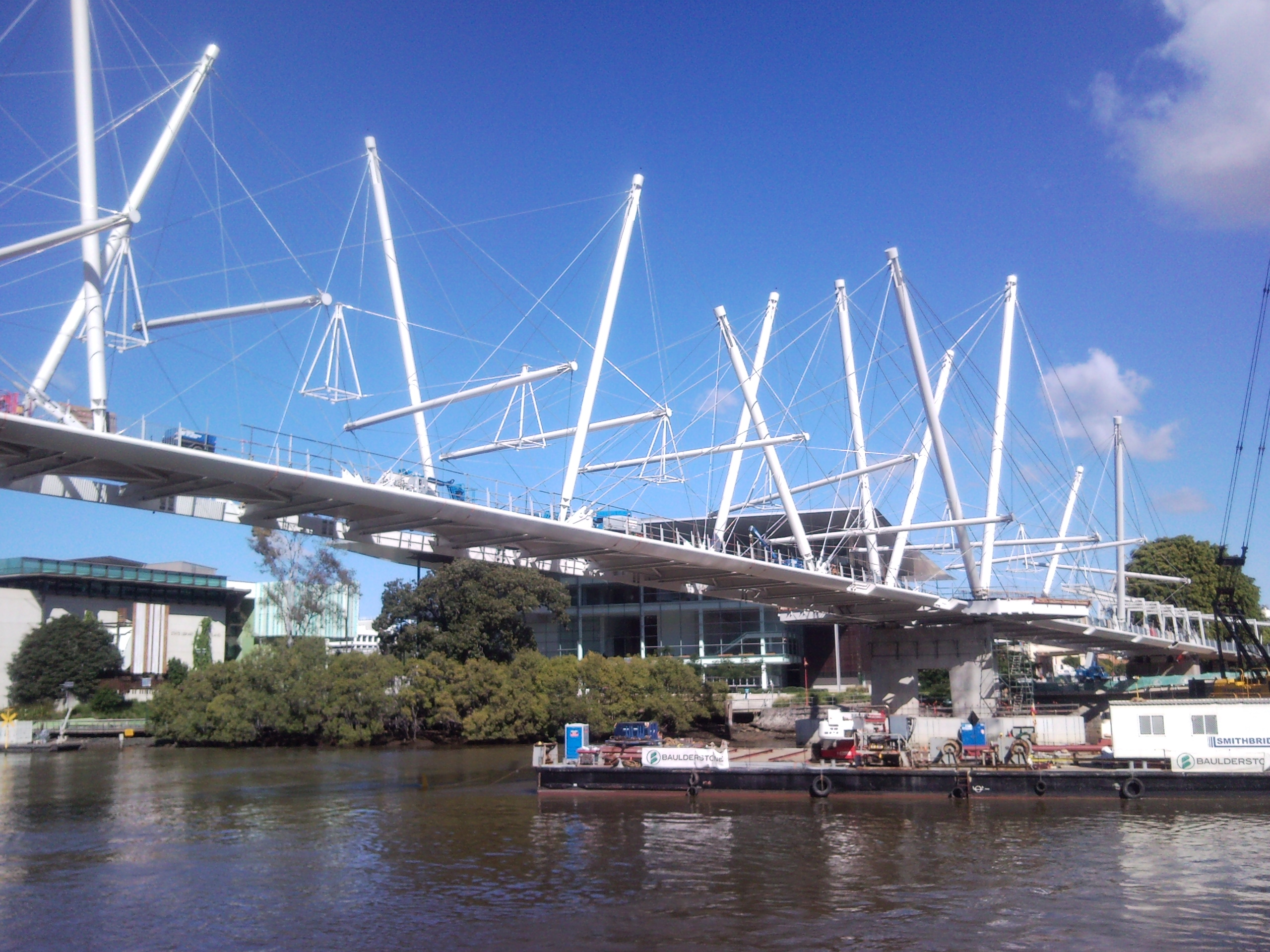
Kurilpa Bridge Construction 19 July 2009
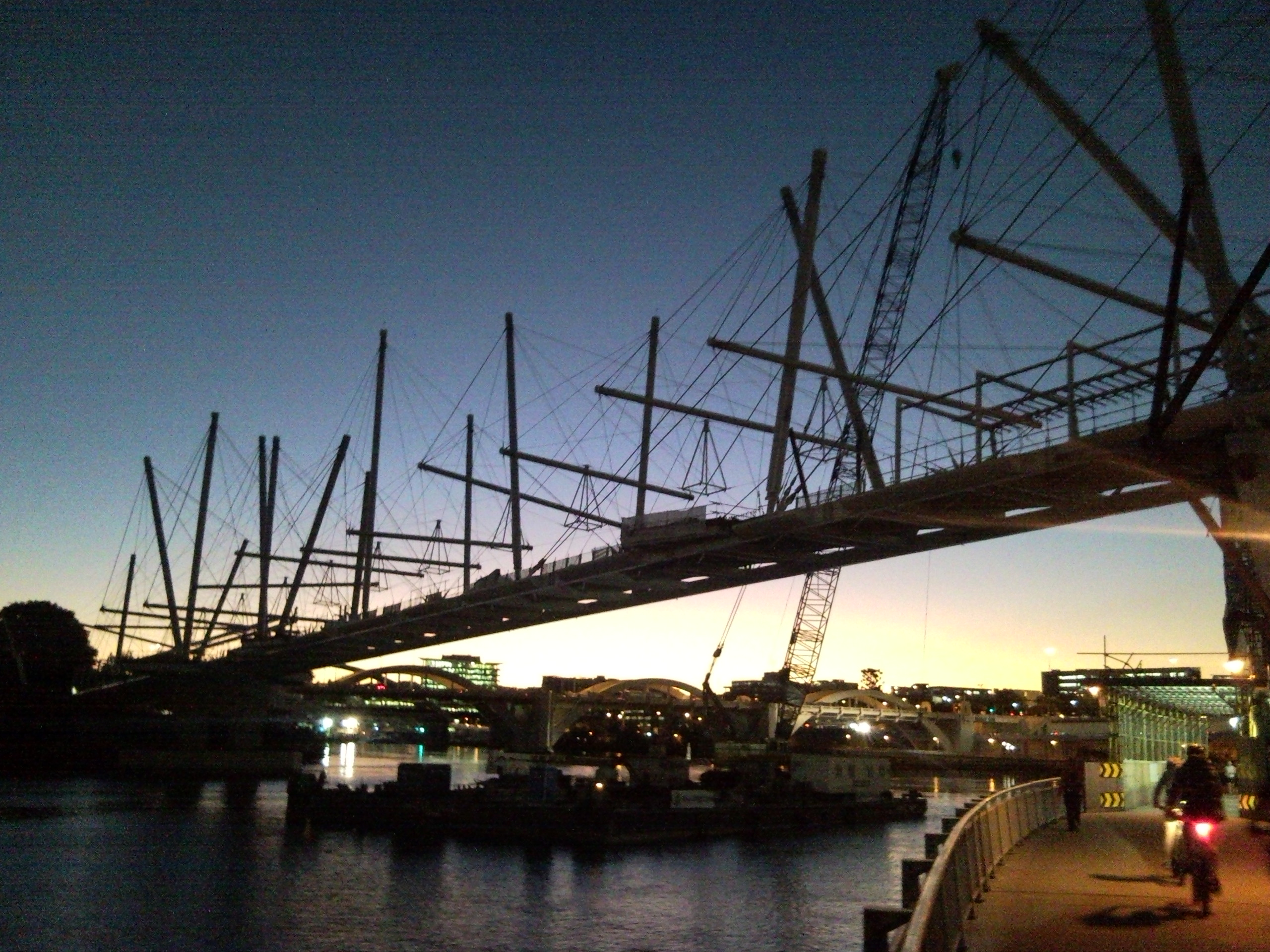
Kurilpa Bridge Construction 21 July 2009
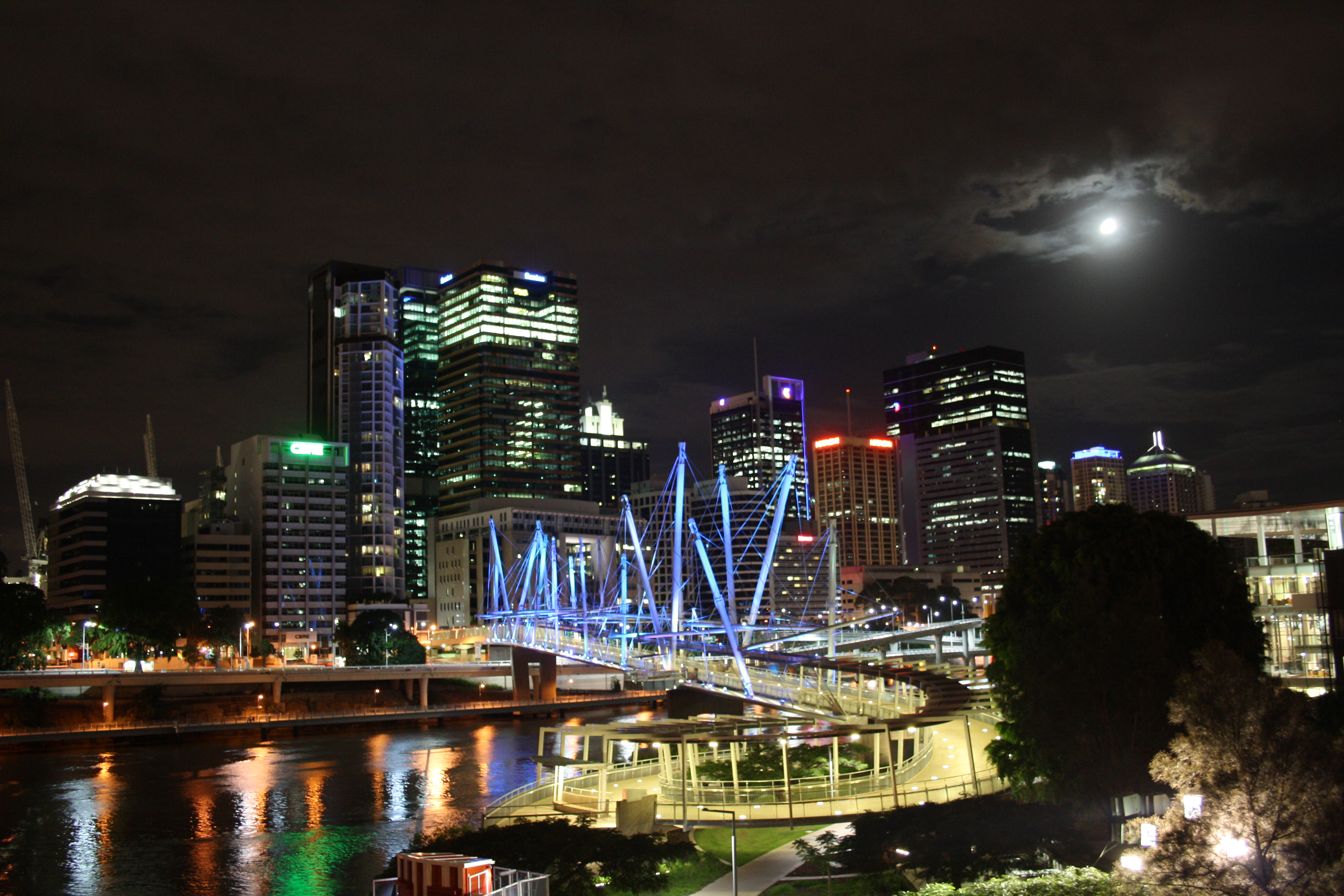
Kurilpa Bridge at night April 2010
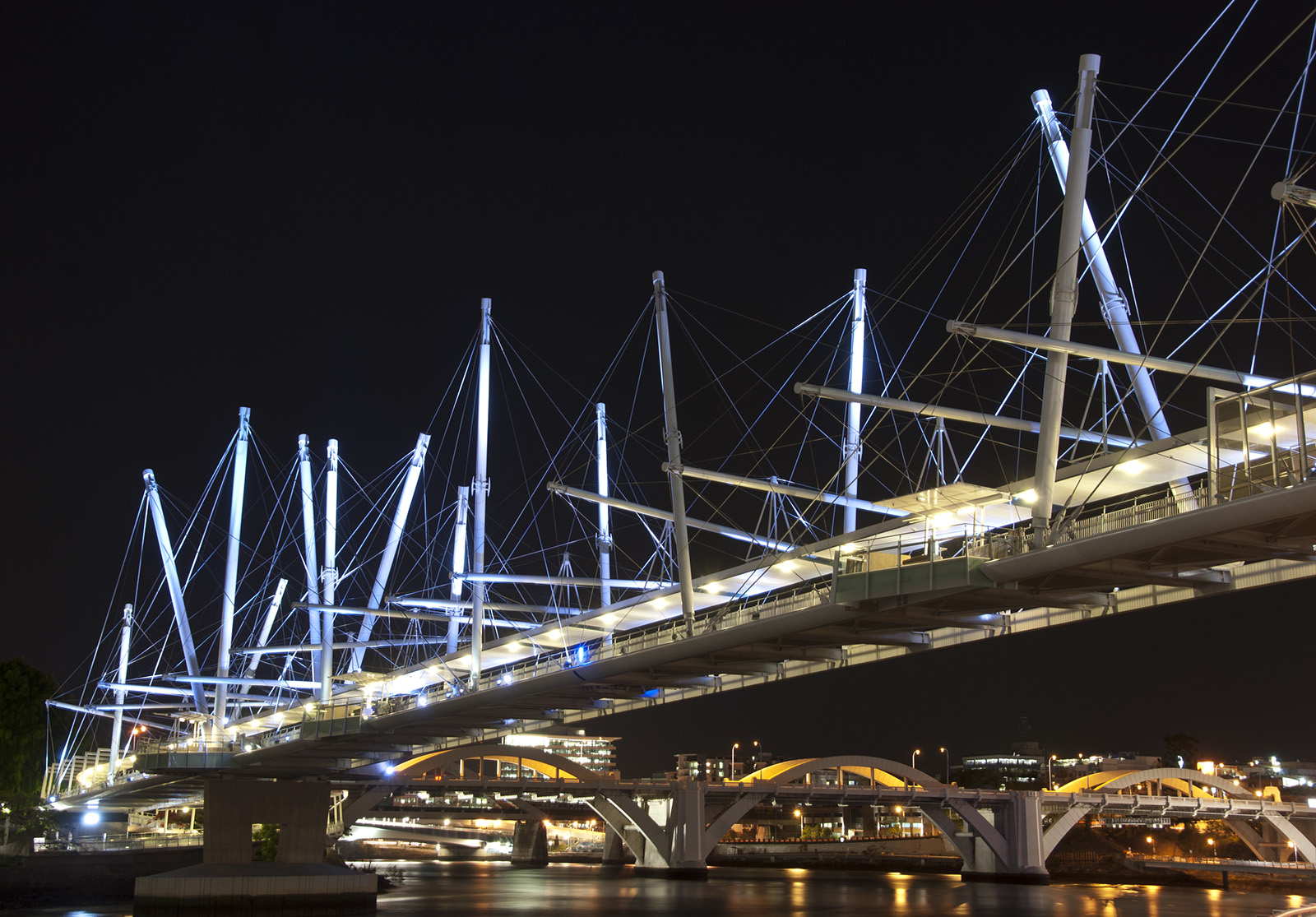
Kurilpa Bridge, Brisbane at night 15 November 2011

## Lien
« Fiche concernant l'ouvrage », sur Structurae

## Sources
- (en) Cet article est partiellement ou en totalité issu de l’article de Wikipédia en anglais intitulé « Kurilpa Bridge » (voir la liste des auteurs).